# アンリ2世 (ウー伯)
アンリ2世（Henri II, ? - 1191年）は、ウー伯およびヘイスティングス領主のジャンとアリス・ドービニーの息子。1170年に父の死によりウー伯位およびヘイスティングス領主位を継承した。
アンリは、サリー伯ハメリン・ド・ワーレンと4代サリー女伯イザベル・ド・ワーレンの娘マティルダと結婚した。2人の間には以下の子女が生まれた。
- ラウル（1186年5月1日没）
- ギー（1185年没）
- アリックス（1180年頃 - 1246年） - ウー女伯、ラウル1世・ド・リュジニャンと結婚[2]。
- ジャンヌ

アンリの死により、娘アリックスがウー女伯およびヘイスティングス女領主となった。アンリはフカルモン修道院に埋葬された。